# Diamant de Kittlitz
Erythrura trichroa
Espèce
Statut de conservation UICN

 LC  : Préoccupation mineure
Le Diamant de Kittlitz (Erythrura trichroa), Diamant tricolore ou Pape de Kittlitz, est une espèce d'oiseaux appartenant à la famille des Estrildidae.

## Description
Il mesure environ de 11 à 14 cm. Il a le front, les joues et les côtés de la tête bleu plus ou moins foncé. Le menton, la gorge, la poitrine, le ventre sont verts (parfois nuancé de jaune), et il a la nuque, le dos et les ailes vert plus ou moins foncé (pas de nuance de jaune). Il a le croupion et la queue rouge.
La femelle a le masque moins étendu que le mâle mais le dimorphisme sexuel est minime. Seul le mâle chante.

## Habitat
Cet oiseau vit en groupe dans les forêts où ses couleurs le camouflent.

## Alimentation
Il se nourrit de diverses graines, en particulier de graminées.

## Répartition et sous-espèces
Selon la classification de référence du Congrès ornithologique international (15.1, 2025) il se répartit en onze sous-espèces :
- E. t. sanfordi Stresemann, 1931 — Célèbes ;
- E. t. modesta Wallace, 1862 — de Halmahera à Bacan (Moluques) ;
- E. t. pinaiae Stresemann, 1914 — Buru et Céram ;
- E. t. sigillifera (De Vis, 1897) — Nouvelle-Guinée, Nouvelle-Bretagne, Nouvelle-Irlande et îlots satellites ;
- E. t. macgillivrayi Mathews, 1914 — sud-est de la péninsule du cap York ;
- E. t. eichhorni Hartert, 1924 — Mussau et Emirau ;
- E. t. pelewensis Kuroda, 1922 — Palaos ;
- E. t. clara Takatsukasa & Yasamina, 1931 — Chuuk et Pohnpei (Micronésie) ;
- E. t. trichroa (Kittlitz, 1833) — Kosrae ;
- E. t. woodfordi Rothschild & Hartert, 1900 — Guadalcanal ;
- E. t. cyanofrons Layard, 1878 — Vanuatu et îles de la Loyauté (Lifou et Maré).

Certaines sous-espèces de Diamant de Kittlitz ont un reflet bleu mais on ne sait pas s'il y a vraiment un facteur "reflet bleu".

## Mutations et modifications
En dehors de la nature, les éleveurs ont obtenu une mutation appelée "lutino" ; les diamants de Kittlitz lutinos ont leur masque blanc, leur corps jaune, leur queue plutôt rose et les yeux rouges. Cette mutation est apparue en 1982.
Plusieurs autres modifications ont été obtenues par les éleveurs. Celles-ci sont :
- vert de mer : la coloration verte de l'oiseau est devenue vert de mer et sa queue orangée ;
- panaché ;
- ventre jaune.

### Variété domestique
Seul un individu de variété lutino, issu d'élevage, est considéré comme étant un animal domestique en droit français. Les autres formes de cet oiseau relèvent donc de la législation concernant les animaux sauvages.